# Distretto di Başakşehir
Başakşehir è un distretto e un comune soggetto al comune metropolitano di Istanbul. È situato nella parte europea della città.

## Geografia fisica
Başakşehir si trova nella parte europea (Rumeli) di Istanbul. Il bacino idrico della diga di Sazlıdere si trova a nord-ovest e il Mar di Marmara a sud. È circondato da altri distretti di Istanbul, come Eyüp, Sultangazi, Esenler, Bağcılar, Küçükçekmece, Avcılar, Esenyurt e Arnavutköy. L'autostrada europea O-3 (E80) inizia a Mahmutbey a Başakşehir e attraversa il distretto in direzione ovest verso Edirne.

### Clima
Başakşehir ha un clima mediterraneo relativamente fresco (Csa/Cs) secondo le classificazioni climatiche di Köppen e Trewartha, con inverni freddi ed estati da calde a molto calde. Si trova nella zona climatica USDA 9a e nella zona di calore AHS 4.

## Storia
L'antico nome dell'area era Azatlık. L'area era specializzata nella fornitura di polvere da sparo all'esercito ottomano. Successivamente fu fondata una fattoria al posto di Azatlık; la fattoria era conosciuta come fattoria di Resneli in riferimento a Resneli Niyazi, un ufficiale militare di Resen, in Macedonia del Nord (allora parte dell'Impero Ottomano), che fu un eroe della Rivoluzione dei Giovani Turchi nel 1908. Fino al 2009 la maggior parte di Başakşehir era un quartiere nel distretto di Küçükçekmece. Poi fu dichiarato sede distrettuale.